# Autodromo di Franciacorta

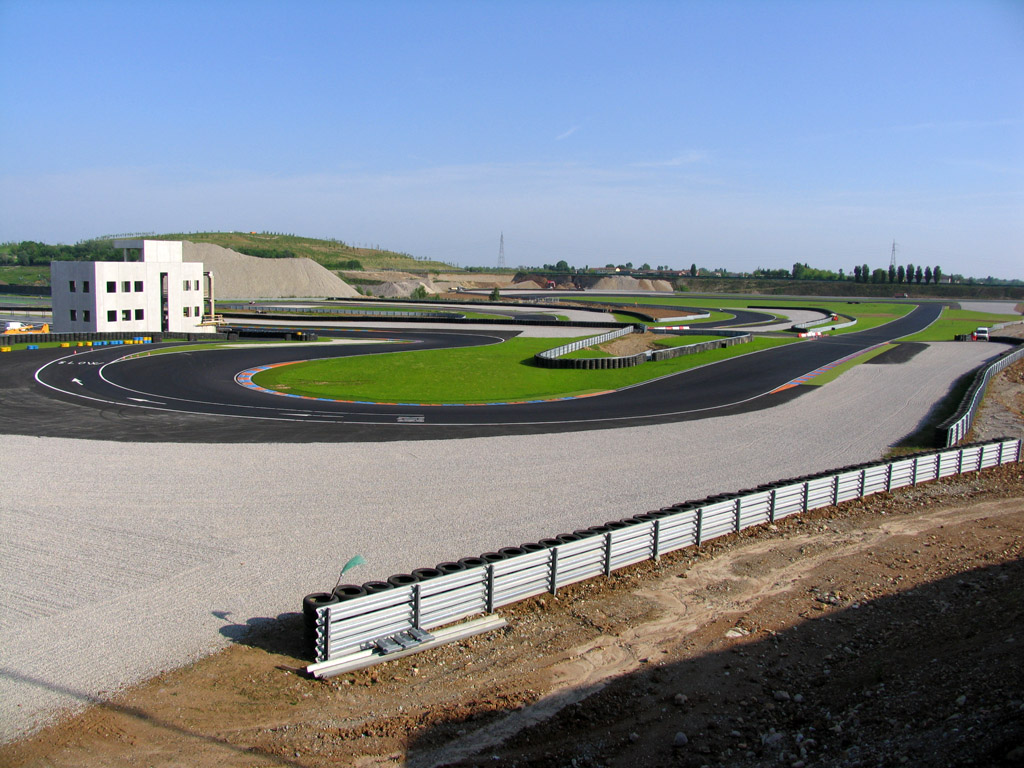
Autodromo di Franciacorta

Het Autodromo di Franciacorta is een circuit in Castrezzato, Italië. Het circuit werd geopend in 2010.
Op het circuit worden races verreden om Italiaanse kampioenschappen. De ETCC doet het circuit in 2010 aan voor de laatste manche in het kampioenschap.